# Anfiteatro de Estatilio Tauro
El Anfiteatro de Estatilio Tauro (en latín: Amphitheatrum Statilii Tauri) era un anfiteatro de la Antigua Roma.
El anfiteatro fue inaugurado en el 29 a. C. Las arenas previas era meras estructuras que eran desmontadas tras los eventos. El anfiteatro fue construido por Tito Estatilio Tauro, quien lo financió con sus propios recursos. Estatilio Tauro fue un exitoso general y político de la época del emperador Augusto y había acumulado grandes riquezas durante su carrera. También costeó los juegos de gladiadores para la inauguración.
El anfiteatro se construyó en Roma en el  Campo de Marte en un período en que se construyeron numerosos templos y teatros. Se desconoce la su ubicación exacta, pero seguramente se construyó en el área sur del Campo de Marte. En un lapso de 50 años, esta zona vio la construcción del Teatro de Pompeyo, el Teatro de Marcelo y el Teatro de Balbo, así como la del Anfiteatro de Estatilio Tauro.
No se trataba de un anfiteatro de grandes dimensiones. El descontento con el Anfiteatro de Estatilio Tauro motivó que Nerón, en el 57 d. C., construyera un nuevo anfiteatro de madera, el Anfiteatro de Nerón. Durante el Gran incendio de Roma en el 64 d. C., que redujo a Roma a cenizas, ambos anfiteatros fueron totalmente destruidos.
En el 72 d. C., Vespasiano construyó en Roma un nuevo anfiteatro de piedra mucho más grande. Era el Anfiteatro Flavio, hoy conocido como el Coliseo.